# Upper Darby Township
Die Upper Darby Township ist eine Township im Delaware County im US-Bundesstaat Pennsylvania. Sie ist 7,62 Quadratmeilen (19,74 km²) groß und mit 85.681 Einwohnern (Stand: Volkszählung 2020) die bevölkerungsmäßig größte Gebietskörperschaft des County und die fünftgrößte Stadt des Bundesstaats. Sie bildet einen wichtigen Verkehrsknoten im Nahverkehr.

## Geografie
Upper Darby liegt etwa 5,8 Meilen (9,33 km) westlich des Stadtzentrums und direkt hinter der Stadtgrenze Philadelphias, die an dieser Stelle durch das Flüsschen Cobbs Creek markiert wird. Die nordwestliche Grenze bildet der U.S. Highway 1, die südwestliche in weiten Teilen der Darby Creek. Das Siedlungsgebiet liegt 60 bis 260 Fuß (18–79 m) über dem Meeresspiegel und erstreckt sich dabei über einen sanft nach Südosten zum Delaware River hin abfallenden Höhenrücken, der sich zwischen den beiden Bächen erhebt und zum Piedmont, der Ostabdachung der Appalachen, gehört.
Das Gemeindegebiet grenzt im Norden und Osten an Philadelphia und den Borough Millbourne, im Süden an die Boroughs Yeadon, Lansdowne und Clifton Heights sowie an die Darby Township; im Südwesten grenzt es an die Ridley Township und die Springfield Township und im Nordwesten an die Haverford Township. Der East Lansdowne Borough liegt im Südosten ist vollständig vom Gemeindegebiet Upper Darbys umschlossen. Im Süden liegt noch eine Exklave, die im Uhrzeigersinn von den Boroughs Lansdowne, Yeadon, Darby Aldan begrenzt wird.

## Geschichte
Die ersten Siedler auf dem heutigen Gemeindegebiet dürften etwa 100 Schweden gewesen sein, die um 1653/54 in einer kleinen Kolonie lebten. Aus dieser Zeit stammt die Swedish Cabin, eine Blockhütte aus jener Zeit, die am Darby Creek steht. Die Township wurde 1786 aus dem Darby Township ausgegründet. 1798 wurde aus dem damals zuständigen Chester County der heutige Delaware County ausgegliedert.
Die beiden kleinen Flüsse an den Rändern des Gemeindegebietes ließ die Errichtung zahlreicher Mühlen zu. von der wirtschaftlichen Entwicklung begünstigt stieg die Bevölkerungszahl von etwa 800 im Jahre 1800 auf fast 5000 um 1890. Durch den Bau der Market–Frankford Line bis 1907 verstärkte sich diese Entwicklung noch weiter. Bis in die 1960er Jahre hatte Upper Darby Städte wie Harrisburg und Bethlehem überholt. In den letzten Jahrzehnten war ein starker Zuzug von Afroamerikanern und Asiaten zu beobachten.
Die Stadt sieht sich heute als Bindeglied zwischen der Großstadt Philadelphia und den Vororten; man ist der Ansicht, die Vorteile beider Siedlungsformen miteinander zu vereinen.

## Wirtschaft und Infrastruktur
Die nächstgelegenen Autobahnen sind die Interstate 476 im Westen, die Interstate 95 im Süden am Ufer des Delaware und die Interstate 76, die am Ufer des Schuylkill River am Rande der Innenstadt Philadelphias verläuft. Sie liegen allesamt etwa 4,5 bis 5 Meilen (8 km) Luftlinie vom Stadtzentrum entfernt.
Durch das Gemeindegebiet selbst führt die Pennsylvania Route 3 von Philadelphia nach West Chester. Sie heißt hier West Chester Pike und bildet in der Verlängerung der Market Street Philadelphias die wichtigste Ost-West-Achse. Sie ist auch die mit Abstand breiteste Straße der Stadt. Der U.S. Highway 1 berührt das Gemeindegebiet im Nordwesten.

Überlandlinien um Upper Darby.

Upper Darby spielt eine wichtige Rolle als westlicher Brückenkopf für den Nahverkehr von und nach Philadelphia. Zentraler Verkehrsknoten ist dabei das 69th Street Terminal, der westliche Endpunkt der Market–Frankford Line an der gleichnamigen Straße. Von dort gehen in westliche Richtungen die Norristown High-Speed Line, die beiden Überlandstraßenbahnen der Media–Sharon Hill Line sowie zahlreiche Buslinien ab.
Der Bereich um das 69th Street Terminal bildet heute das Geschäfts- und Dienstleistungszentrum der Stadt. Daneben gibt es eine Reihe von (kleineren) Einkaufszentren, die sich über das Gemeindegebiet verteilen. Weite Teile des Siedlungsgebietes sind durch kleinteilige Bebauung geprägt. Industrie gibt es bis auf die verschiedenen Betriebswerkstätten der Verkehrsbetriebe praktisch nicht.
In Upper Darby liegen drei größere Friedhöfe; der Fernwood Cemetery an der Grenze zu Philadelphia und im Westen der Har Jehuda Cemetery sowie der parkähnlich angelegte Arlington Cemetery. An der Nordspitze des Gemeindegebiets liegt der McCall Golf and Country Club.

## Persönlichkeiten

### Söhne und Töchter der Township
- Tina Fey (* 1970), Schauspielerin
- Jamie Kennedy (* 1970), Schauspieler
- Cheri Oteri (* 1962), Schauspielerin
- Todd Rundgren (* 1948), Sänger, Musiker und Produzent
- Mike Scioscia (* 1958), Baseballspieler und -manager

### Weitere Persönlichkeiten
- Lloyd Alexander (1924–2007), Schriftsteller